# Université ouverte des Pays-Bas
 (février 2021).
Si vous disposez d'ouvrages ou d'articles de référence ou si vous connaissez des sites web de qualité traitant du thème abordé ici, merci de compléter l'article en donnant les références utiles à sa vérifiabilité et en les liant à la section « Notes et références ».
Pour les articles homonymes, voir OU.
L'université ouverte des Pays-Bas (en néerlandais de Open Universiteit) est une université publique et ouverte située aux Pays-Bas.
L'université ouverte des Pays-Bas a été fondée en 26 septembre 1984 - la reine Beatrix a effectué l'ouverture officielle - ce qui en fait la plus jeune université des Pays-Bas et la seule institution offrant un enseignement à distance au niveau 'université de recherche'. Le siège de l'université ouverte des Pays-Bas est à Heerlen. Cependant, les étudiants utilisent principalement les dix-huit centres d'études répartis aux Pays-Bas et en Belgique.

## Mission
L'objectif de l'université ouverte des Pays-Bas est de fournir une formation académique à tous ceux pour qui les barrières des universités traditionnelles sont des obstacles. Cela pourrait inclure des personnes qui combinent l'éducation avec le travail ou d'autres activités. En outre, aux personnes qui ne peuvent ou ne souhaitent suivre des études universitaires que pour la première fois à un stade ultérieur de leur vie. Les personnes handicapées, les sportifs de haut niveau ou les Néerlandais à l'étranger font également partie du groupe cible. De plus en plus, il y a aussi de jeunes adultes qui, en raison de la pression de temps et des coûts plus élevés, ne peuvent ou ne veulent pas terminer leur parcours d'apprentissage initial dans une éducation à temps plein. En outre, il existe un grand groupe d'étudiants qui complètent un programme de licence HBO (université des sciences appliquées) par un programme de master à l'université ouverte des Pays-Bas.

## Facultés
En 2023, l'université ouverte des Pays-Bas compte six facultés:
- Faculté de sciences (Sciences de l'environnement, informatique et science de l'information);
- Faculté de gestion;
- Faculté de droit;
- Faculté de psychologie;
- Faculté des sciences de l'éducation;
- Faculté des sciences culturelles.

## Programmes d'enseignement et diplômes

### Programmes
L'université ouverte des Pays-Bas propose des programmes universitaires de licence et de master dans les domaines des sciences de gestion, du droit, de la psychologie, de l'informatique, des sciences de l'information, des sciences culturelles, des sciences de l'environnement, des sciences de l'éducation et des sciences de la santé.

### Licence
L'université ouverte des Pays-Bas propose sept programmes de Bachelor enseignées dans la langue néerlandaise, conduisant à une B. A., B. Sc. ou LL.B. degré.

### Masters
Les programmes de Master permettent l'obtention des diplômes de M. A., M. Sc. ou LL.M. degré.

### Programmes de doctorat
À l'université ouverte des Pays-Bas, la recherche doctorale se déroule dans les six facultés.